# 1 Dywizja Kawalerii Gwardii (Imperium Rosyjskie)
1 Dywizja Kawalerii Gwardii (ros. 1-я гвардейская кавалерийская дивизия) – dywizja kawalerii Gwardii Imperium Rosyjskiego.
Dyslokacja: Petersburg, Fontanka.

## Struktura organizacyjna
Organizacja w 1914
- 1 Brygada:
  - Pułk Kawalergardów Jej Wysokości Cesarzowej Marii Fiodorowny
  - Pułk Konny Lejbgwardii
- 2 Brygada:
  - Pułk Jego Wysokości Kirasjerów Lejbgwardii
  - Pułk Jej Wysokości Marii Fiodorowny Kirasjerów Lejbgwardii
- 3 Brygada:
  - Pułk Jego Wysokości Kozaków Lejbgwardii
  - Pułk Jego Wysokości Atamański Lejbgwardii
  - Zbiorczy Pułk Kozaków Lejbgwardii
  - 1 sotnia uralska Jego Wysokości
  - 2 sotnia orenburska
  - 3 sotnia kombinowana
  - 4 sotnia amurska